# Landesjustizkasse
Landesjustizkasse bzw. Justizkasse ist eine Staatskasse im Zuständigkeitsbereich eines Landesfinanzministeriums, die Zahlungen an Gerichte und Justizbehörden des Landes unbar abwickelt. Mit § 1 des Gesetzes über den Zahlungsverkehr mit Gerichten und Justizbehörden (ZahlVGJG) wurden die Landesregierungen ermächtigt, durch Rechtsverordnung zu bestimmen, in welchen Fällen Zahlungen an Gerichte und Justizbehörden der Länder unbar zu leisten sind. Die Barzahlung ist jedoch zu gewährleisten, wenn dem Zahlungspflichtigen eine unbare Zahlung nicht möglich oder wenn Eile geboten ist (§ 1 Abs. 3 Satz 2 ZahlVGJG).
Der unbare Zahlungsverkehr erleichtert die Abwicklung von Vorgängen auch im Bereich der Justiz und reduziert den notwendigen Sicherheitsaufwand. Aufgrund der Ermächtigung im ZahlVGJG haben die Länder entsprechende Gerichtszahlungsverordnungen erlassen.
Die Tätigkeit der Gerichte darf von der Sicherstellung oder Zahlung der Kosten abhängig gemacht werden (Vorschusspflicht, § 10 GKG).
Die Landesjustizkasse treibt gemäß § 1 Abs. 2, § 5 Abs. 1 der Justizbeitreibungsordnung (JBeitrO) als Vollstreckungsbehörde beispielsweise Gerichtskosten, Geldstrafen, Ordnungs- und Zwangsgelder bei, wenn der Zahlungspflichtige von den ihm zustehenden Rechtsbehelfen binnen zwei Wochen nach der Zahlungsaufforderung oder nach der Mitteilung einer Entscheidung über seine Einwendungen gegen die Zahlungsaufforderung keinen Gebrauch gemacht hat. 
Die Landesjustizkasse ist eine zentrale Form der Gerichtskasse, in einigen Bundesländern wurden die Aufgaben der Landesjustizkasse bzw. der Gerichtskasse an die Landeshaupt- bzw. Landeszentralkasse übertragen, beispielsweise in Niedersachsen. In Mecklenburg-Vorpommern werden seit dem 1. Januar 2018 die Aufgaben der Landeszentralkasse im Landesamt für Finanzen Mecklenburg-Vorpommern fortgeführt.
Eine weitere Aufgabe der Landesjustizkasse ist die Auszahlung durch das Gericht angeordneter Vergütungen wie zum Beispiel Verfahrenspfleger, Gutachter oder rechtlicher Betreuer.